# زاتش مسكات
زاتش مسكات (بالإنجليزية: Zach Muscat)‏ (22 أغسطس 1993 في مالطا - ) هو مدرب كرة قدم ولاعب كرة قدم مالطي في مركزي الظهير والدفاع. شارك مع منتخب مالطا تحت 21 سنة لكرة القدم ومنتخب مالطا لكرة القدم. أما مع النوادي، فقد لعب مع نادي بيركيركارا وASD Akragas 2018 ‏ وPietà Hotspurs F.C. ‏.

## وصلات خارجية
- زاتش مسكات على موقع الاتحاد الدولي (مؤرشف)  (الإنجليزية)
- زاتش مسكات على موقع الاتحاد الأوربي (الإنجليزية)
- زاتش مسكات على موقع اتحاد تركيا (لاعب) (الإنجليزية)
- زاتش مسكات على موقع قاعدة بيانات كرة القدم.إي يو (الإنجليزية)
- زاتش مسكات على موقع ناشيونال فوتبول تيمز (الإنجليزية)
- زاتش مسكات على موقع Soccerway.com (الإنجليزية)
- زاتش مسكات على موقع عالم كرة القدم.نت (الإنجليزية)